# Федорки (Кировоградская область)
Федо́рки (укр. Федірки) — село в Великоандрусовской сельской общине Александрийского района Кировоградской области Украины.
До 2020 года входило в Светловодский район
Население по переписи 2001 года составляло 479 человек. Телефонный код — 5236. Код КОАТУУ — 3525288101.

## Известные люди
В селе родился генерал-майор, заместитель начальника космодрома «Байконур» А. М. Войтенко.